# Skene köping
Skene köping var en tidigare kommun i dåvarande Älvsborgs län.

## Administrativ historik
Skene köping bildades 1951 som en utbrytning ur Örby landskommun av området som sedan 9 maj 1941 utgjort Skene municipalsamhälle. Vid kommunreformen 1971 upphörde köpingen och gick upp i Marks kommun.
Köpingen hörde till Örby församling.

## Kommunvapnet
Blasonering: I fält av silver en på ett blått treberg stående röd borg med ett stolpvis ställt blått svärd mellan tornen.
Vapnet skapades av Svenska Kommunalheraldiska Institutet och antogs av köpingen 1953, men blev inte fastställt av Kungl Maj:t. När köpingen upphörde 1971 förlorade vapnet sin giltighet.

## Geografi
Skene köping omfattade den 1 januari 1952 en areal av 37,40 km², varav 33,74 km² land.

### Tätorter i köpingen 1960
I Skene köping fanns tätorten Skene, som hade 3 335 invånare den 1 november 1960. Tätortsgraden i köpingen var då 81,5 procent.

## Politik

### Mandatfördelning i valen 1950-1966
| 2 | 21 | 2 | 5 |

| 28 |

| 3 | 18 |  | 4 | 4 |

| 28 |

| 2 | 19 |  | 3 | 5 |

| 26 |

| 2 | 19 | 2 | 3 | 4 |

| 26 |

| 3 | 16 | 3 | 3 | 5 |

| 25 | 5 |